# Saverio, el cruel (película)
Saverio, el cruel es una película de Argentina filmada en Eastmancolor dirigida por Ricardo Wullicher sobre su propio guion escrito en colaboración con Ricardo Monti según la obra teatral homónima de Roberto Arlt que se estrenó el 1 de septiembre de 1977 y que tuvo como actores principales a Alfredo Alcón, Graciela Borges, Diana Ingro y Héctor Pellegrini. Fue la última película de Milagros de la Vega.
Filmada parcialmente en Capilla del Señor y Lobos en la provincia de Buenos Aires, incluye fragmentos de El ciudadano, película de Estados Unidos dirigida en 1941 por Orson Welles.

## Argumento
Saverio es un corredor de seguros que llega a un pueblo a través de la carta que la enviara una potencial clienta que solicita asegurar "afectos especiales".
Saverio al llegar a la mansión queda perplejo ante la belleza de Susana, la nieta heredera de una cuantiosa fortuna, bella, fina y culta. Lo que Saverio no sospecha siquiera es que será víctima de un plan macabro, del que es pieza fundamental.
Susana en complicidad con su familia y amigos, se hará pasar por loca con el único fin de que Saverio caiga a sus pies.

## Reparto
- Alfredo Alcón (Saverio)
- Graciela Borges (Susana)
- Diana Ingro
- Héctor Pellegrini
- Chela Ruiz
- Aldo Braga
- Fernando Vegal
- Milagros de la Vega
- Juana Hidalgo
- Nathán Pinzón
- Luisa Kuliok
- Franco Valentino
- Nelly Tesolín
- Anita Larronde
- Cristina Allende
- Matilde Mur
- Ludovica Squirru
- Pacheco Fernández
- Lucrecia Capello (esposa del farmacéutico)
- Coco Fosatti
- Miguel Paparelli
- Alberto Greco
- Manuel Uriburu (hijo de Saverio)

## Comentarios
Agustín Mahieu en Clarín dijo:

”Una secuencia notable, el patético deambular de Saverio por las calles solitarias, mientras los habitantes del pueblo lo acechan burlonamente, da la pauta de la intensidad obsesiva y obsesionante que la historia prometía y necesitaba.”

Acción opinó:

”El tema es fascinante pero la realización de Wullicher no llega a explotar las formidables posibilidades que el mismo le brinda. Técnicamente lograda… falla porque es incapaz de dar cuenta, minuciosamente, de la progresiva conversión de su personaje”

Claudio España en La Opinión escribió:

”Acertada síntesis narrativa para reinterpretar un texto muy complejo.”

## Curiosidades
En esta película el director recurre a una pareja de actores que ya habían compartido cartel en los años sesenta en la película Piel de verano cuyo final es muy parecido al de esta película.